# اینگو آرمنیا

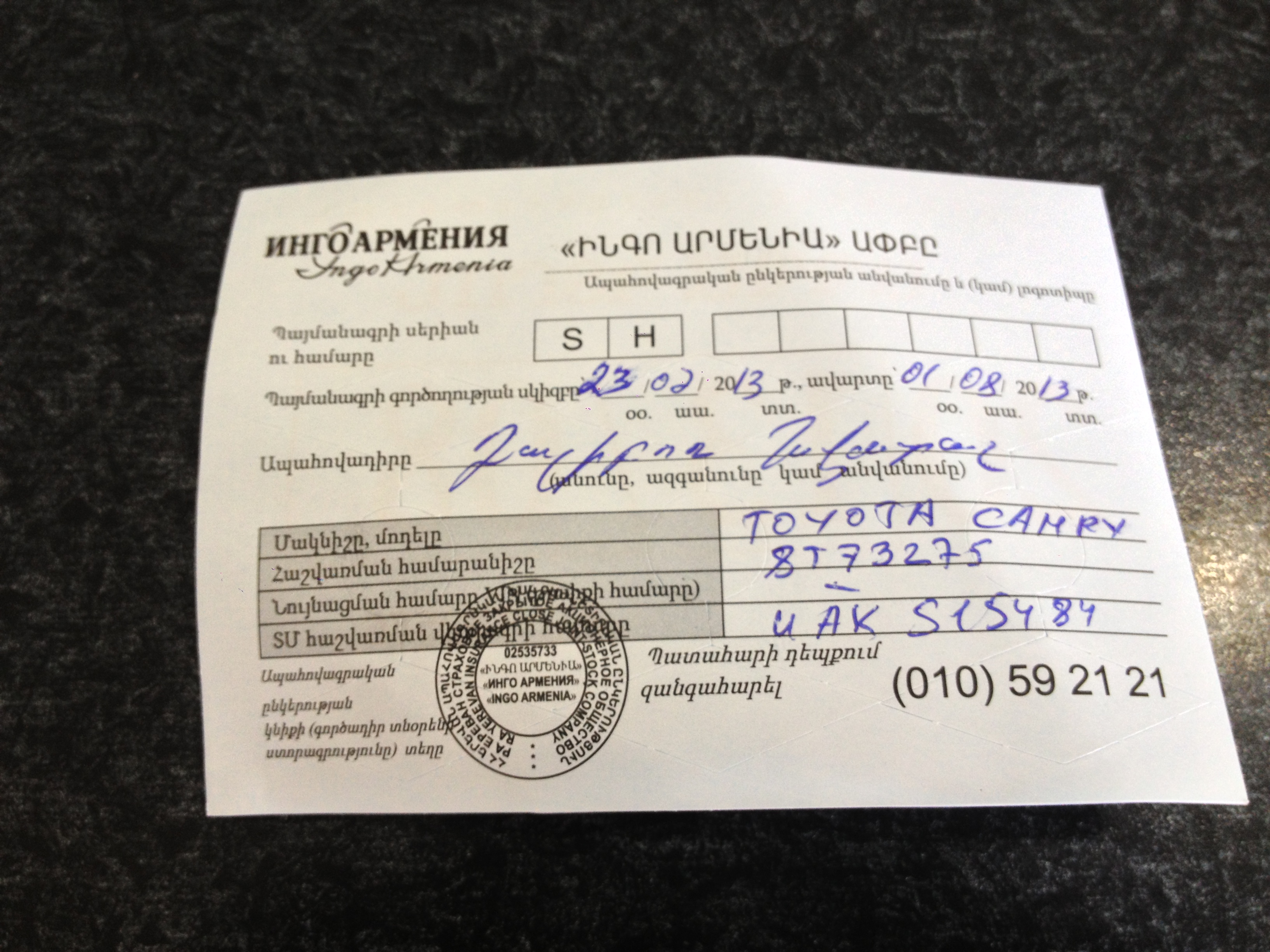
تصویر اینگو آدمینا

اینگو آرمنیا (روسی: СЗАО «ИНГО АРМЕНИЯ») یکی از شرکت‌های اصلی بیمه در کشور ارمنستان می‌باشد. شعبه اصلی این شرکت در شهر ایروان قرار دارد. این شرکت در سال ۱۹۹۷ میلادی تحت عنوان «“EFES” Insurance CJSC» تأسیس شد.
در دسامبر 2003 میلادی بخش مهمی از سهام شرکت توسط OJSC شرکت بیمه روسی “Ingosstrakh” خریداری شد. پس از این شرکت به «CJSC Insurance “INGO ARMENIA”» تغییر نام یافت.